# 제1차 러시아-스웨덴 전쟁
제1차 러시아 스웨덴 전쟁(Russo-Swedish War of 1788–90)은 1788년부터 1790년까지 계속된 러시아 제국과 스웨덴의 전쟁이다. 외교적으로는 덴마크와도 대립하고 있었다. 전쟁은 스웨덴의 우위로 돌아가고 결국 유럽에서 스웨덴의 국제적 지위를 향상시켰다. 1808년의 핀란드 전쟁과 함께 “러시아-스웨덴 전쟁”이라고 부른다.

## 개요
발단은 유럽에서의 국제적 지위 상승과 대 러시아와의 외교 관계의 해소를 요구하면서부터이다. 당시 북방의 패권을 잡고 있던 러시아 제국의 차르 예카테리나 2세에게 스웨덴 국왕 구스타프 3세가 외교를 통해 내정 간섭과 덴마크와의 협력 관계를 철폐하려고 했으나 모두 목적을 달성하지 못했기 때문에 전쟁을 벌이게 되었다. 그러나 스웨덴은 전쟁 동맹국이 없었다. 프랑스 왕국은 혁명 직전의 혼란을 맞이하여, 스웨덴을 지원을 하지 못했으며 한때 큰 북방 전쟁을 치른 오스만 제국도 동맹을 거부했다. 게다가 덴마크는 러시아와 동맹을 맺고 있었다. 그러나 영국, 프로이센 등 열강은 중립을 표명했다.
영 ,스웨덴 식민지배 기득권과 러,덴,노르웨이등  농노국들의 해방전쟁. 

## 전개

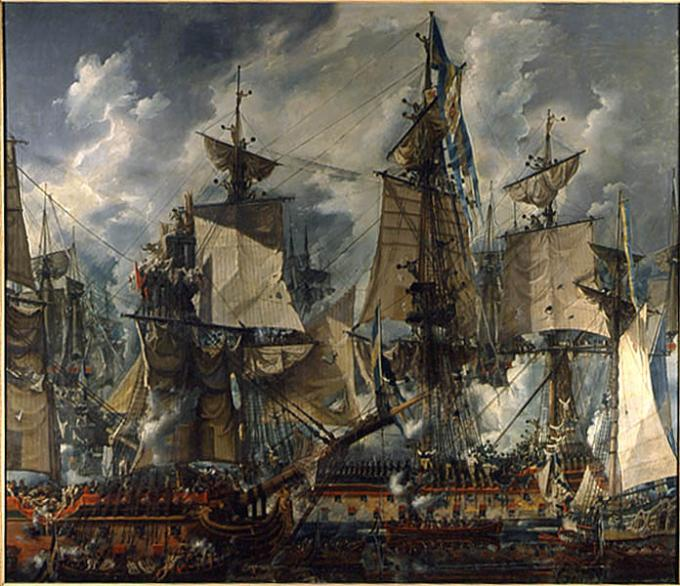
호그랜드 전투의 러시아 함대.

1788년 6월 러시아군이 핀란드 국경을 넘어 스웨덴 수비병에게 공격을 함으로써 전쟁이 시작되었다. 그러나 이것은 이미 초기부터 구스타프 3세의 자작극이라는 소문이 흘렀다. 오늘날, 구스타프 3세에 의한 계략인 것은 확실하다. 전쟁을 하기 위해서는 스웨덴 의회의 승인이 필요했고, 대국 러시아와 전쟁을 원하지 않는 의원도 다수 존재하고 있었기 때문에, 구스타프 3세는 방어전을 가장하여 자국도 속였다. 구스타프 3세는 전부터 군사력 강화에 노력하고 있었으며 이전 자유 시대보다 육군, 해군이 강화되어 있었다. 때마침 러시아는 오스만 제국과 전쟁(러시아-투르크 전쟁)을 하려하고 있었고, 구스타프 3세는 이것을 이용하여 전쟁을 시작했다.
구스타프 3세는 군대를 동원하여, 핀란드에 도착했다. 그는 잃어버린 핀란드의 영토 “카렐리야”의 반환을 요구했다. 그러나 러시아는 이 요청을 거부하고 러시아군을 핀란드에 보냈다. 또한 제국의 수도 상트 페테르부르크에서 러시아 해군을 출병시켜 스웨덴 해군과 핀란드만에서 해전이 치렀지만 승패는 나지 않았다.
구스타프 3세는 육전 대신 해전을 승리하여 러시아의 수도 상트 페테르부르크에 침공하는 작전도 고려하고 있었지만, 무시못할 러시아의 국력을 앞두고 예상치 못한 사태에 대비하여, 영국, 프랑스, 프로이센 등 열강과 외교전을 전개했다. 핀란드의 스웨덴 군은 러시아 국경까지 강제로 동원되었지만, 사기는 낮았다. 여기에서 핀란드 병사를 중심으로 예카테리나 2세에게 복종한다는 청원서를 다듬었다. 이것을 “아니아라 사건”이라고 하는데, 이것은 러시아의 음모라고도 한다. 그러나 비밀이 드러나 결국 실패로 끝났다. 이런 상황이었기 때문에, 핀란드에서 스웨덴의 군사 행동은 소극적이었다. 게다가 이 시기를 놓치지 않고, 덴마크도 스웨덴에게 선전 포고를 했다. 구스타프 3세는 궁지에 빠졌지만, 방어전으로 전환, 지원병을 모집하여 덴마크에 대항했다. 또한 물밑 외교를 통해 영국과 프로이센에게 덴마크를 압력하도록 하면서, 전선에서 이탈시키는 데 성공했다. 그리고 국내에서는 성직자, 시민, 농민의 지지를 받아 절대 왕정을 부활시킨다. 전쟁의 행방은 구스타프 3세의 손에 달려 있었다.
러시아도 러시아-투르크 전쟁과 함께 2개의 전쟁을 수행하고 있어서, 본격적인 공세를 취하지 못했고, 러시아 해군의 방위 전쟁에 수준에 머물러 있었다. 한편 구스타프 3세는 스웨덴 해군에 중심을 실었고, 전쟁은 러시아 스웨덴 전쟁의 절정인 핀란드 만 해전으로 옮겨 간다. 그리고 1790년 7월, 핀란드 만 근방의 스펜스크준트 해전에서 러시아 함대를 상대로 대승을 거두었다. 러시아 함대는 약 150척의 군함에 50척이 격침되거나 파괴되었고 사망자는 약 9000명에 달했다. 그러나 스웨덴 측의 손실은 격침 6척, 전사자는 겨우 300명 정도였다. 무엇보다, 이 해전의 승리는 영국 해군에서 파견했던 시드니 스미스 등 영국 해군의 역할도 컸다. 그러나 스웨덴 측의 전염병 등에 의한 사망자는 대러시아 전쟁에서 1만명에 달했던 것으로 알려져 있다.

## 여파
이 해전은 구스타프 3세의 명성을 높여주었고 여제 예카테리나 2세에게 스웨덴이 북방의 강국이라는 인식을 뇌리에 새기기에 충분했다. 전쟁의 불리함을 깨달은 여제는 열강을 교섭하여 평화 협상을 진행했다. 영국과 프로이센이 중재에 들어가 8월 핀란드 바랄라에서 평화 조약이 체결되었다(바랄라 조약). 두 나라 모두 영토 변화 없이 평화를 합의한 내용이었다. 러시아 측은 위상을 손상받지 않았고, 스웨덴 측은 구스타프 3세의 절대 왕정이 허용되어 핀란드에서 러시아의 간섭을 중지하게 되었다.
그러나 스웨덴은 영국, 프로이센, 오스만 제국으로부터 자금 제공을 받고 있어서 실질적인 승전국이었다. 또한 이 전쟁은 스웨덴의 국제적인 영향력을 확인한 결과가 되었다. 러시아는 스웨덴에 대한 내정 간섭을 중지하고 양국 관계를 개선했다. 때마침 프랑스에서 일어난 혁명이 양국 관계를 급속하게 향상시키는 결과가 되었다. 구스타프 3세는 러시아에 대해 적대적인 정책을 중단하고, 반혁명을 위해 협력하게 되었다. (반혁명 십자군) 그리고 다음 1791년 10월 스톡홀름 교외의 홀름 궁전에서 러시아와 군사 동맹을 체결했다. 이러한 성공은 스웨덴이 중흥의 열매를 거둔 것으로 증명되었다.

## 참고 문헌
- Brickner A.G. The War between Russia and Sweden in 1788–1790 (Война России со Швецией в 1788—1790 годах). SPb, 1869. At Runivers.ru in DjVu and PDF formats
- Головачев В.Ф. Действия русского флота во время войны России со Швецией в 1788—1790. Кампания 1788. СПБ, 1870.
- The Swedish-Russian War of 1788–1790
- (러시아어) The Swedish-Russian War of 1788–1790
- Black, Jeremy "War in the early modern world" page. 46 (regarding the Russian plans in the mediterranean)